# هانس بيتر زاوغ
هانس بيتر زاوغ هو مدرب كرة قدم ولاعب كرة قدم سويسري في مركز الوسط، ولد في 2 ديسمبر 1952 في برن في سويسرا. لعب مع نادي بيرن.

## وصلات خارجية
- هانس بيتر زاوغ على موقع قاعدة بيانات كرة القدم.إي يو (الإنجليزية)
- هانس بيتر زاوغ على موقع عالم كرة القدم.نت (الإنجليزية)